# Trabant 601
El Trabant 601 (o serie Trabant P601) fue un modelo de coche de la marca Trabant, fabricado por el productor VEB Sachsenring en las plantas de Zwickau, en Sachsen. Era la tercera generación de dicho modelo, construida entre los periodos más largos de su fabricación, entre los años 1963 y 1990. Como resultado, es el modelo más conocido de Trabant, al cual suele mencionarse únicamente como "el Trabant" o "el Trabi". Durante su prolongada puesta en producción se fabricaron al cierre de sus líneas 2.818.547 Trabant 601, por lo cual se le cataloga como el coche más icónico de Alemania Oriental.

## Descripción

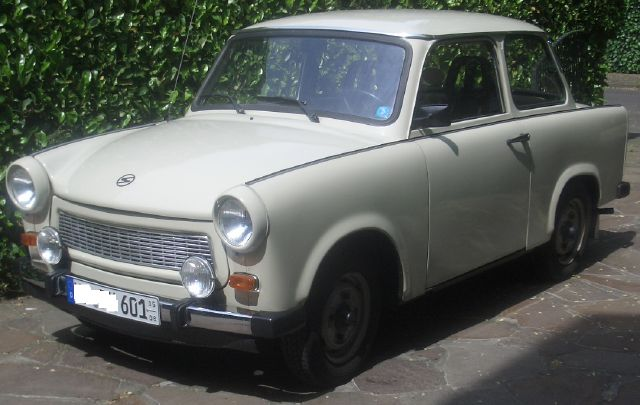
Un Trabant 601 S DeLuxe, modelo 1988.

Con el objetivo en mira de ser la respuesta al coche del pueblo de la Alemania Occidental, el Volkswagen Beetle (o Tipo 1); fue presentado en 1963 el Trabant en la RDA. Su acometida inicial era la de brindar un auto barato pero fiable, y a su vez fácil de reparar y de mantener. Aun así, en el momento de su lanzamiento fue bastante adelantado en muchos aspectos, al contar con tracción delantera, un motor de bajo mantenimiento, una construcción unitaria, carrocería hecha de plásticos compuestos y suspensión independiente en las cuatro ruedas. 
La decepción principal fue el motor de preguerra, basado en un modelo de la DKW que era competitivo cuando se lanzó, pero a partir de finales de los años 1950 y durante los años 1960, los coches económicos, compactos y pequeños hechos en los países occidentales que utilizaban motores de dos tiempos, fueron reemplazando posteriormente dichos propulsores por unos con motorizaciones más limpias y eficientes (con motores de 4 tiempos ultracompactos), tal como el que se empleó desde el principio en el Volkswagen Beetle. 
Los motores de dos tiempos de este tipo, que tomaban el lubricante de la recámara junto a la mezcla explosiva generada con la pulverización del compuesto aire-gasolina; creaban un humo bastante denso y de mal aspecto. No obstante, dichos motores eran fáciles de encontrar aún para esa época en coches occidentales tales como el Auto Union 1000 (cuya producción concluyó en 1963), y en el modelo sueco Saab 96 (que luego cambió a un propulsor de cuatro tiempos en 1967), como algo económico y fácil de mantener para individuos sin conocimientos técnicos de mecánica. 
La falta de presupuesto para el desarrollo en la Alemania Oriental forzó a que se continuara usando la motorización de dos tiempos en el Trabant, lo que hizo posteriormente que dicho coche se fuese quedando obsoleto en los años 1960 y decepcionantemente obsoleto aún más en los años 1980. Para tratar de remediar dicha situación, se hizo un acuerdo subrepticio con Volkswagen, quien les cede el diseño de un bloque ya descontinuado del Volkswagen Polo, de 1,1 litros; y con lo cual nacería el Trabant de 1 litro, pero dicho coche tuvo una muy corta vida de producción, ya que posteriormente a la reunificación se tuvo a disposición coches de procedencia alemana, japonesa y francesa más avanzados tecnológicamente y de mejor desempeño.

## Historia
El Trabant 601 era un automóvil moderno cuando entró al mercado en 1963, con 150 ejemplares de preserie. Su carrocería fue modificada a partir de las variantes anteriores P50 y P60 del Trabant, con mucho énfasis en las áreas del frente y el techo. La sección posterior también fue modificada con distintas luces posteriores y una mayor altura de la maletera respecto a los modelos anteriores. En general, su diseño fue alabado, especialmente el diseño de trapezóide doble. Su producción se planificó inicialmente desde 1967 hasta 1971, pero en cambio continuó hasta 1990. El motor original del P60 apenas tenía una potencia de 16,9 kW. En 1969 se ofertó la nueva versión P62, cuyo motor tenía una potencia de 19,1 kW. En 1974 se añadió un rodamiento de agujas a la biela, permitiendo emplear lubricante en una proporción de 50/1. Con la adición de un carburador de dos etapas en 1984, el consumo de combustible se redujo a 1 l por 100 km. Con todas estas mejoras, la velocidad máxima alcanzó los 107 km/h. Incluso con todas estas mejoras, el consumo de combustible podía incrementarse rápidamente al acelerar por largo tiempo, o al tirar de un remolque. El P601 también tenía un embrague limitado cuando iba en cuarta velocidad.
Durante el transcurso de las décadas, el diseño del Trabant tuvo pocos cambios. Esto empeoró la creciente reputación de obsoleto del Trabant con el paso del tiempo. Sin embargo, esto tuvo poco efecto en las cifras de ventas - tiempos de espera de 10 años o más para obtener un nuevo automóvil no eran inusuales. El precio de un Trabant nuevo en 1985 era de 8.500 marcos para el 601 Estándar, y de 9.700 marcos para el modelo más costoso, el 601 Universal S DeLuxe. Las opciones disponibles en aquel entonces incluían un estante debajo del panel de instrumentos y limpiapararbrisas intermitentes. Con el cambio del sistema eléctrico a uno de 12 V en 1984, estuvieron disponibles luces de emergencia y desempañador de ventana posteriores.
Se planificó la producción de los nuevos modelos P602, P603 y P610 en Zwickau. Entre otras mejores probadas figuraban la instalación de motores más grandes e incluso motores Wankel. Pero todas estas mejoras fueron bloqueadas por el gobierno de la RDA, que las consideró innecesarias y temía el incremento de los costos de producción y el precio de venta.
Cuando finalmente se desarrolló un sucesor, el Trabant 1.1, este recibió modificaciones externas mínimas. A primera vista, los únicos cambios eran una nueva rejilla del radiador, parachoques, luces posteriores y un capó más cuadrado, así como la reubicación del tapón del tanque de combustible en el lado posterior derecho del automóvil. Pero su interior tuvo varios cambios.   

## Variantes

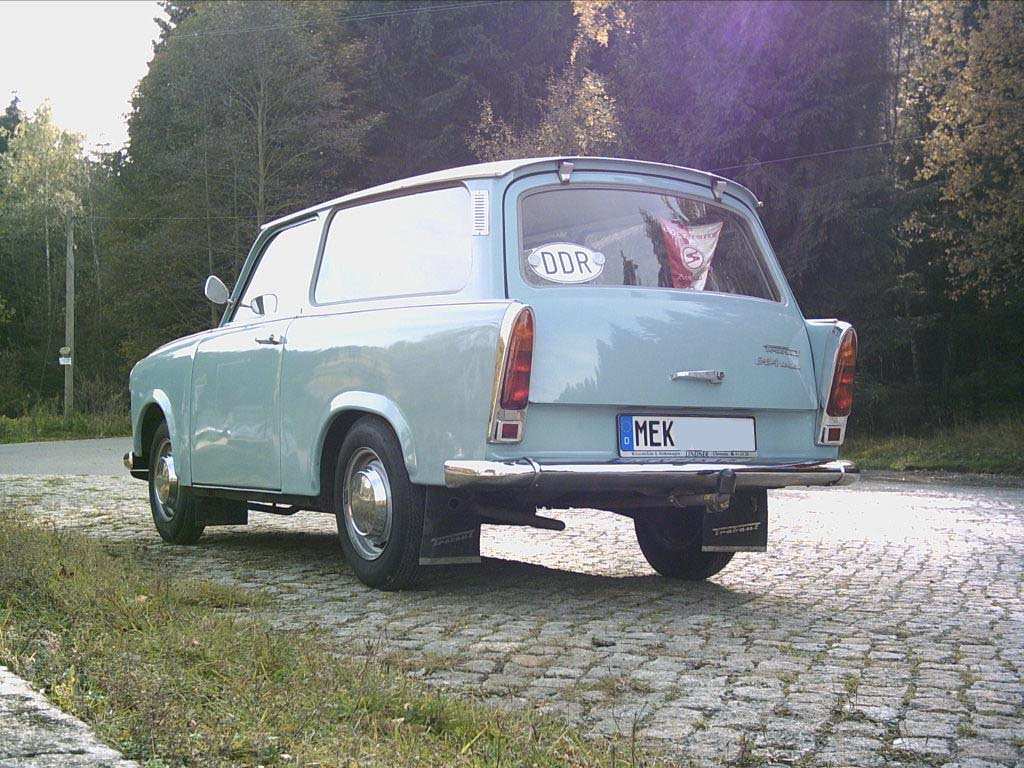
Un Trabant 601 Universal modelo 1970, versión DeLuxe.

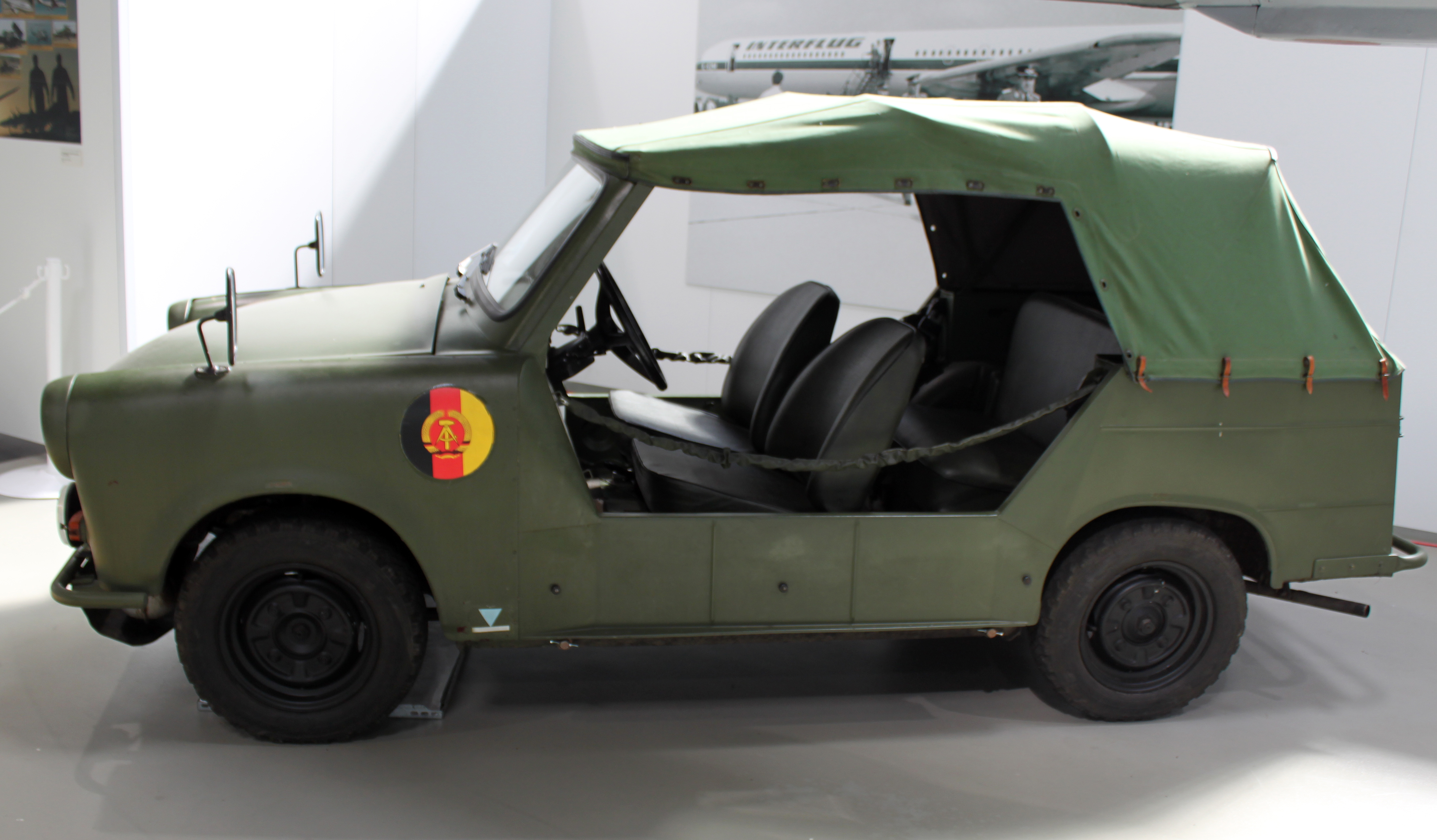
El P 601A Kübel de la LSK del Museo de historia militar del Aeropuerto Berlin-Gatow.

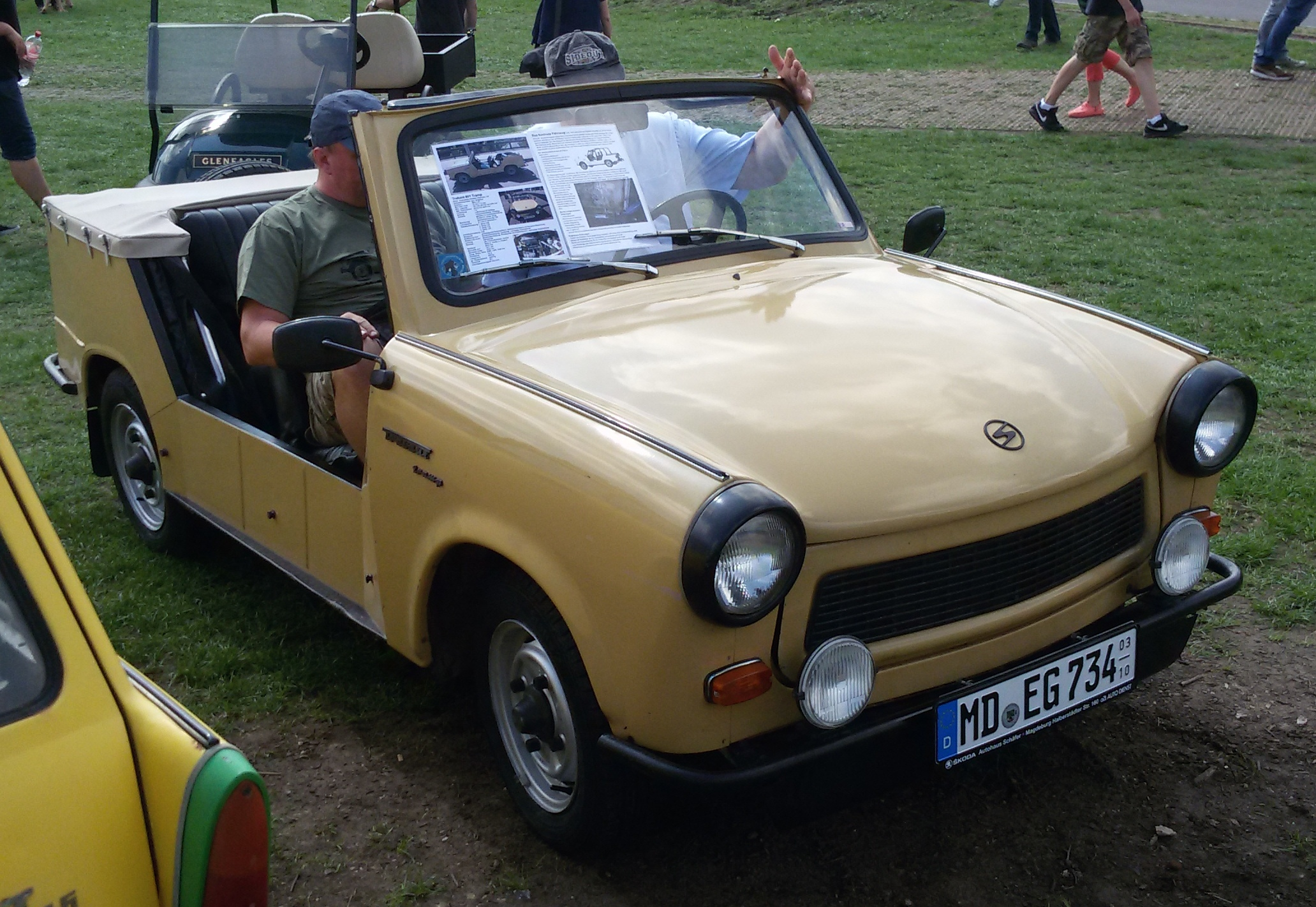
Un Trabant 601 Tramp.

- Trabant 601 Estándar - Era la versión básica, y se encontraba mayormente con carrocerías de tipo Limusina y Universal.
- Trabant 601 Sonderwunsch - Edición especial, dotada con equipamiento opcional tales como faros antiniebla, luz de reversa y un odómetro (en las variantes Limusina y Universal).
- Trabant 601 DeLuxe - Como en el 601 S, contaba con adicionales como pintura bitono en la carrocería y parachoques cromados (en las versiones Limusina y Universal).
- Trabant 601 Kübel (añadido en 1966) - Era la versión sin puertas, de tipo jeep, con techo plegable de lona y sistema de calentamiento auxiliar, un sistema de ignición, y un sistema RFI que está blindado.
- Trabant 601 TRAMP (añadido en 1978) - Variante civil del Trabant Kübel, principalmente exportado a Grecia.
- Trabant 601 Hycomat (P601 H) - Producido entre los años 1965-1990 en cantidades limitadas (en las versiones Limusina y Universal). Hecho exclusivamente para los usuarios en condición de discapacidad. Incluía un sistema de embrague semiautomático.
- Trabant 800 RS -  Versión de Rally, fabricada desde 1986 hasta 1988, con un motor de mayor cilindrada (771 cm³) y una caja manual de cinco velocidades.

## Ficha técnica
|                                                    | Trabant 601 sedán                                                    | Trabant 601 Universal                                                |
| -------------------------------------------------- | -------------------------------------------------------------------- | -------------------------------------------------------------------- |
| Motor:                                             | P65 o P66, de dos cilindros en línea y dos tiempos                   | P65 o P66, de dos cilindros en línea y dos tiempos                   |
| Cilindrada:                                        | 594,5 cm³                                                            | 594,5 cm³                                                            |
| Diámetro del cilindro × Desplazamiento del pistón: | 72 mm × 73 mm                                                        | 72 mm × 73 mm                                                        |
| Potencia:                                          | 19,1 kW a 4.200 rpm                                                  | 19,1 kW a 4.200 rpm                                                  |
| Torque:                                            | 54 N/m a 3.000 rpm                                                   | 54 N/m a 3.000 rpm                                                   |
| Relación de compresión:                            | 7,8 ± 2 : 1                                                          | 7,8 ± 2 : 1                                                          |
| Sistema de enfriamiento:                           | enfriado por aire                                                    | enfriado por aire                                                    |
| Embrague:                                          | Embrague seco, de disco único                                        | Embrague seco, de disco único                                        |
| Caja de cambios:                                   | de cuatro velocidades 1: 4,08 2: 2,32 3: 1,52 4: 1,103 Reversa: 3,83 | de cuatro velocidades 1: 4,08 2: 2,32 3: 1,52 4: 1,103 Reversa: 3,83 |
| Combustible:                                       | Gasolina "Regular", de 88 octanos                                    | Gasolina "Regular", de 88 octanos                                    |
| Aceite:                                            | MZ-22 para motor de dos tiempos                                      | MZ-22 para motor de dos tiempos                                      |
| Mezcla de combustible y aceite:                    | 1 : 50                                                               | 1 : 50                                                               |
| Peso:                                              | 615 kg                                                               | 650 kg                                                               |
| Dimensiones (largo × ancho × altura):              | 3.555 mm × 1.505 mm × 1.440 mm                                       | 3.560 mm × 1.510 mm × 1.440 mm                                       |
| Velocidad máxima:                                  | 100 km/h                                                             | 100 km/h                                                             |
| Fuente:                                            | [ 5 ]                                                                | [ 5 ]                                                                |

## El Trabant 601 en la actualidad

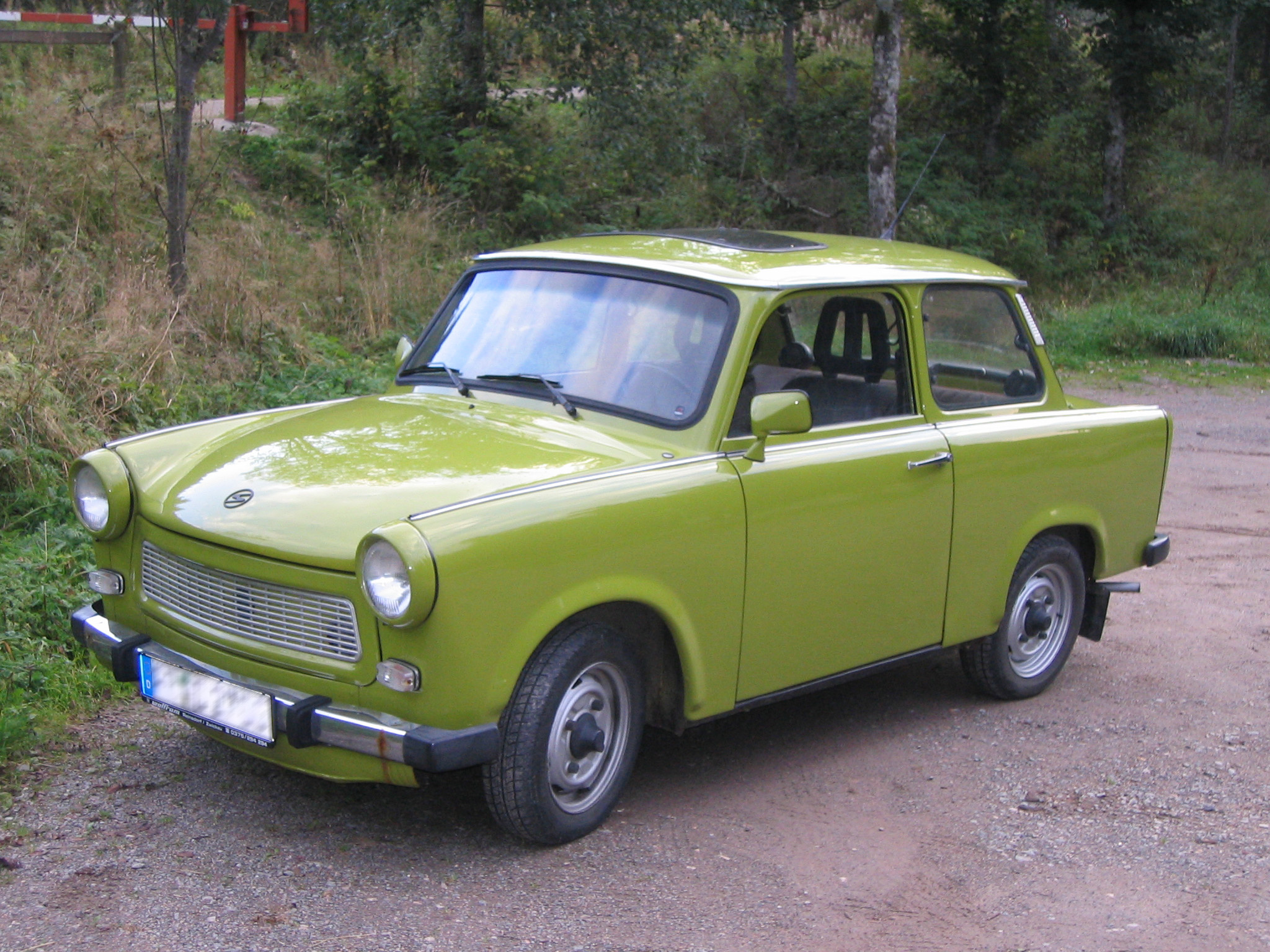
Un Trabant 601 S con techo solar.

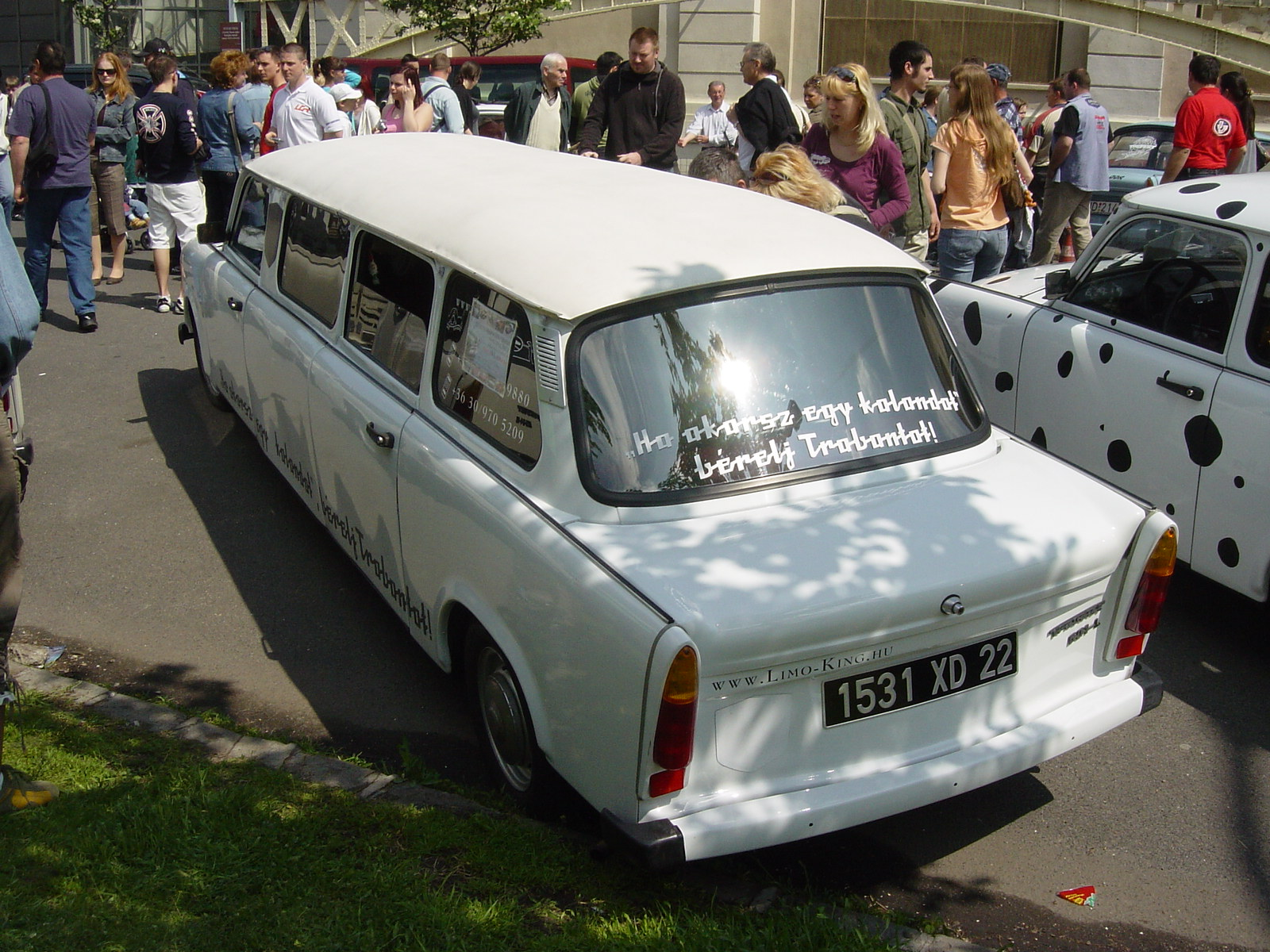
Un Trabant 601 modificado en una versión de tipo limusina stretch.

Muchos de los antiguos ciudadanos de la RDA tienen recuerdos y emociones encontradas cuando se les recuerda algo acerca del "Trabi", el cual es uno de los más recordados símbolos de la existencia del socialismo en la anterior RDA, luego que éste fuera uno de los símbolos del anterior sistema. En años recientes, ese distintivo coche ha pasado a ser situado como algo coleccionable, conjugándose a esto una elevada popularidad. Los Trabant de color verde son especialmente populares, así como se ha llegado a creer que son un amuleto de buena fortuna. Muchos de los propietarios de los pocos Trabant supervivientes se han dedicado a preservar sus coches en colaboración con clubes de propietarios existentes a través de toda Europa y a los 601 les han salido fanes en todo el mundo. Incluso, muchos de los Trabant 601 han sido catalogados en una cope específica dentro de los deportes de motor.
Como símbolo de una era extinta, este ha inspirado películas de cine como Go Trabi Go!, en la que se presenta al Trabi como un personaje asociado a la Alemania Oriental y del cual algunos de los exciudadanos de este país se reían "no precisamente de ellos, sino de los absurdos existentes dentro del sistema al cual debieron su existencia durante mucho tiempo, y de sus excentricidades". Este coche ha llegado incluso a seducir a actores conocidos, como el estadounidense David Hasselhoff, quien conduce un "Trabi", a pesar de lo problemático que le resulta el abordarlo. Stephen Kinzer, periodista del The New York Times compara al Trabi con un símbolo para las personas que lo construyeron, aquellas que "sobreviven [vivieron] a través de tiempos difíciles y finalmente triunfan [triunfaron]". El auto ha llegado a hacer su aparición en películas de Hollywood, como en el filme Everything Is Illuminated. La banda irlandesa U2 se fotografió junto y arriba de un Trabant en las sesiones de fotos para el álbum Achtung Baby (1991)